# IC 1324
IC 1324 — галактика типу S0-a (спіральна галактика) у сузір'ї Козоріг.
Цей об'єкт міститься в оригінальній редакції індексного каталогу.